# Ministerio de Justicia (Finlandia)
El Ministerio de Justicia (en finés: oikeusministeriö (OM); en sueco: justitieministeriet) es uno de los 12 ministerios que componen el gobierno finlandés. Encabezado por el Ministro de Justicia, es responsable de mantener las salvaguardias legales necesarias para el buen funcionamiento de la democracia y los derechos fundamentales de los habitantes de Finlandia. En el actual gobierno, también está conformado por el Ministro de Cooperación Nórdica y Equidad que es responsable de la equidad y temas de no discriminación. 
El presupuesto del ministerio para 2020 fue de 962.655.000 €. Tiene 261 empleados directos.
La redacción de las leyes más importantes, el funcionamiento del sistema judicial y la ejecución de las sentencias son competencia del Ministerio de Justicia. Los fallos son ejecutados por la Agencia de Sanciones Penales (en finés: Rikosseuraamuslaitos; en sueco: Brottspåföljdsmyndigheten), que administra el sistema de reclusión y rehabilitación del país. El Ministerio de Justicia de Finlandia podría supervisar la administración de justicia en las Islas Åland.

## Organización
El Ministerio de Justicia y su sector administrativo están encabezados por el ministro de Justicia, asistido por el Secretario Permanente. La actual Ministra de Justicia es Leena Meri y el ministro de Cooperación Nórdica y Equidad es Thomas Blomqvist. 
El Ministerio de Justicia tiene cuatro departamentos: Departamento de Democracia y Derecho Público, Departamento de Derecho Privado y Administración de Justicia, Departamento de Política Penal y Derecho Penal, y Departamento de Administración y Supervisión. Además, está el Apoyo a la Gestión y los Servicios Básicos, que se encuentra fuera de la división del departamento. 

### Sector administrativo
El sector administrativo del ministerio consiste en los tribunales, la Agencia de Sanciones Penales y varias otras oficinas y juntas (a continuación): 
- Centro de Registro Legal
- Defensoría de Quiebras
- Defensoría de Protección de Datos
- Consejo Nacional para la Prevención del Delito
- Autoridad de Investigación de Seguridad
- Instituto Europeo para la Prevención y el Control del Delito (HEUNI, afiliado a las Naciones Unidas)
- Defensoría de la Infancia
- Defensor de la Equidad
- Defensoría para la no discriminación

### Departamentos

#### Departamento de Democracia y Derecho Público
El Departamento de Democracia y Derecho Público es responsable de las tareas relacionadas con la política de derechos fundamentales, la legislación en el campo del derecho público y la implementación de los derechos electorales y otros derechos participativos. El Departamento promueve la equidad, las buenas relaciones entre los diferentes grupos étnicos y el cumplimiento de los derechos lingüísticos. También es responsable de coordinar los asuntos sami. 
El Departamento elabora la legislación en los campos del derecho constitucional, derecho administrativo, procedimiento judicial administrativo, protección de datos y apertura de las actividades gubernamentales. El Departamento es responsable de los asuntos de Åland y los deberes de expertos relacionados con la legislación de la Unión Europea (UE). 
El Departamento también es responsable de la orientación de desempeño de la Defensoría de la Protección de Datos, la Defensoría de la Infancia, la Defensoría de la Igualdad y la Defensoría para la no Discriminación. 
El Departamento de Democracia y Derecho Público consta de cuatro unidades: Democracia y Elecciones, Derecho de la UE y Protección de Datos, Autonomía y Equidad y Derecho Público. 

#### Departamento de Administración y Supervisión
El Departamento de Administración y Supervisión es responsable de la planificación y la presentación de informes operativos y financieros, la orientación constante del desempeño y el desarrollo de la gestión de la información en la rama administrativa del Ministerio de Justicia. El Departamento también es responsable de los asuntos de recursos humanos en el Ministerio y de las obligaciones que tiene el Ministerio en su calidad de empleador en la rama administrativa. Además, las responsabilidades relacionadas con la gestión de datos, la seguridad de los datos y la protección de datos en el Ministerio pertenecen al Departamento. 
Hay tres unidades en el Departamento de Administración y Supervisión: Recursos Humanos, Supervisión y Gestión de la Información. Además de estos, hay una función separada, Servicios de Asistencia. 

#### Departamento de Política Penal y Derecho Penal
El Departamento de Política Penal y Derecho Penal es responsable de la planificación y el desarrollo de la política penal, la prevención del delito y el sistema de sanciones penales. El Departamento redacta la legislación en los campos del derecho penal y el derecho procesal penal. También es responsable de los asuntos relacionados con la posición de las víctimas de delitos y el trabajo anticorrupción. 
El Departamento se ocupa de las tareas relacionadas con la orientación del desempeño de la Agencia de Sanciones Penales, la Fiscalía y el Instituto Europeo de Prevención y Control del Delito, afiliado a las Naciones Unidas. El Departamento también recibe y procesa peticiones de indulto. 
Hay tres unidades en el Departamento de Política Penal y Derecho Penal: Prevención y Sanciones del Delito, Derecho Penal y Procedimiento Penal. 

#### Departamento de Derecho Privado y Administración de Justicia
El Departamento de Derecho Privado y Administración de Justicia es responsable de la redacción de las leyes en los ámbitos del derecho privado, la ley de insolvencia y el procedimiento judicial en materia civil y peticionaria. 
El Departamento es responsable de la orientación de desempeño de los tribunales, la Oficina Administrativa Nacional de Ejecución, los distritos de tutela y asistencia legal pública, la Defensoría de Quiebras y la Junta de Disputas del Consumidor. Además, el Departamento tiene encomendadas determinadas funciones de asistencia judicial internacional. El Departamento se ocupa de los asuntos relacionados con los nombramientos judiciales y la Junta de Nombres, entre otros. 
El Departamento de Derecho Privado y Administración de Justicia consta de cinco unidades: Asistencia Judicial Internacional, Servicios de Protección Legal, Derecho Civil, Asuntos Judiciales y Derecho Privado e Insolvencia. 

### Unidades separadas

#### Soporte de gestión y servicios básicos
La Dirección de Apoyo y Servicios Básicos es responsable del desarrollo de la preparación estratégica que lleva a cabo la alta dirección del Ministerio y del desarrollo de la redacción de leyes dentro del gobierno. El Apoyo a la Gestión y los Servicios Centrales coordinan los asuntos internacionales, los asuntos de la UE y la investigación en el Ministerio y las comunicaciones tanto en el Ministerio como en la rama administrativa. La revisión legal y la auditoría interna también son responsabilidades del Soporte de Gestión y los Servicios Principales. 
El Soporte de Gestión y los Servicios Principales constan de cuatro unidades: Soporte de Gestión, Medios y Comunicaciones, Asuntos Internacionales y de la UE, y Revisión Legal y Desarrollo de Legislación. Además, el director de Desarrollo y el director de Auditoría Interna forman parte del Soporte de Gestión y los Servicios Principales.